# Byttneria ostenii
Byttneria ostenii är en malvaväxtart som beskrevs av C.L. Cristobal. Byttneria ostenii ingår i släktet Byttneria och familjen malvaväxter. Inga underarter finns listade i Catalogue of Life.